# Trixoscelis phylacis
Trixoscelis phylacis är en tvåvingeart som beskrevs av Seguy 1953. Trixoscelis phylacis ingår i släktet Trixoscelis och familjen myllflugor.
Artens utbredningsområde är Mauretanien. Inga underarter finns listade i Catalogue of Life.